# Notocitellus adocetus
Notocitellus adocetus är en däggdjursart som först beskrevs av Clinton Hart Merriam 1903. Den ingår i släktet Notocitellus och familjen ekorrar. IUCN kategoriserar arten globalt som livskraftig.

## Taxonomi
Arten har tidigare förts till släktet sislar (Spermophilus), men efter DNA-studier som visat att arterna i detta släkte var parafyletiska med avseende på präriehundar, släktet Ammospermophilus och murmeldjur, har det delats upp i flera släkten, bland annat Notocitellus.
Catalogue of Life listar tre underarter:
- Notocitellus adocetus adocetus (Merriam, 1903)
- Notocitellus adocetus arceliae (Villa-R., 1942)
- Notocitellus adocetus infernatus (Alvarez & Ramírez-P., 1968)

## Beskrivning
Pälsens färg är kanelbrun utan några markeringar, och med ryggpälsen uppblandad med svart. Buken och benens insidor är blekgula, medan benens yttersidor kan dra åt orange. Huvud och svans är mörkare än kroppen; huvudet har dessutom två vita streck över och under ögat. Öronen är små. Underarten N. a. arceliae har V-formade markeringar på svansen och gulbruna framtänder, medan N. a. infernatus är mindre och har mörkare nos än nominatunderarten. Kroppens totala längd varierar från 28,6 till 36,6 cm, inklusive den 14,6 till 16 cm långa svansen.

## Ekologi
Arten lever både i torra habitat, som buskageområden i halvöknar och klippor, och i fuktiga, låglänta områden som tropiska lövskogar. Den förekommer även längs kanjonsidor, vid stenmurar och i åkerlandskap. I bergen kan den gå upp till 3 000 m. Den gräver ut underjordiska bon vid foten av träd, under buskar eller i mindre raviner.
Notocitellus adocetus är en allätare, vars huvudföda är fröna från Crescentiaväxter och frukterna från träd tillhöriga plommonsläktet. Den tar även odlade växter, som majs, bönor och durror. Arten söker föda i små grupper om två till fyra individer. Födan förtärs sittande. Djuret kan även stoppa in föda i sina kindpåsar med hjälp av framfötternas tummar. Den lagras sedan i boet där djuren sedan kan äta den under dagens hetaste timmar.
Eftersom födan är rikligare på vintern, är det troligt att arten sover sommarsömn under den hetaste delen av sommaren.

## Utbredning
Utbredningsområdet omfattar delstaterna östra Jalisco, Michoacan, Mexiko och Guerrero, alla i Mexiko.